# Miluo (rivière)
La rivière Miluo (chinois simplifié : 汨罗江 ; chinois traditionnel : 汨羅江 ; pinyin : Mìluójiāng ; EFEO : Mi-lo) est une rivière, affluent du Yangzi, qui coule dans les provinces chinoises du Hunan et du Jiangxi.

## Description
Ce cours d'eau, long de 253 kilomètres, est formé par la confluence au niveau de la ville de Daqiuwan de deux rivières, la Mi et la Luo (la Mi étant le cours d'eau principal). La rivière Miluo se jette dans le lac Dongting qui recueille les eaux de différents autres rivières et jette lui-même dans le Yangzi. Le bassin versant a une superficie de 5543 km².

## Dans la culture
Elle est notamment connue de par le poète, Qu Yuan, qui s'y est suicidée durant la période des Royaumes combattants en 278 av. J.C. pour protester contre la corruption de cette époque.